# Caldes de Malavella
Caldes de Malavella is een gemeente in de Spaanse provincie Girona in de regio Catalonië met een oppervlakte van 57 km². Caldes de Malavella telt 7.220 inwoners (1 januari 2016).

## Demografische ontwikkeling
Bron: INE, 1857-2011: volkstellingen
Opm.: In 1857 werden de gemeenten Franciach en Santa Ceclina aangehecht